# Monumento a Matías Corvino en Cluj-Napoca

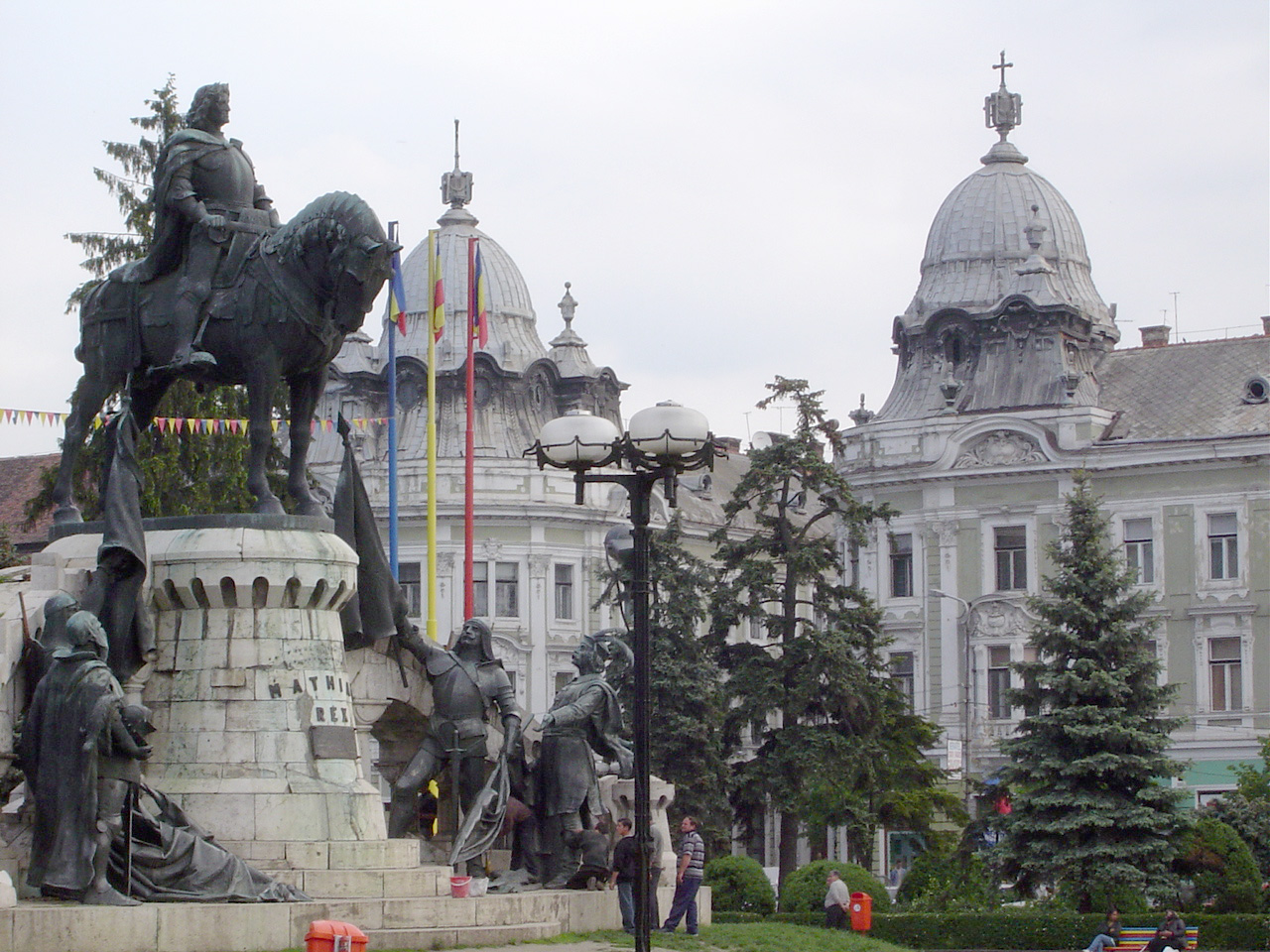
Estatua del rey Matías Corvino en Cluj-Napoca.

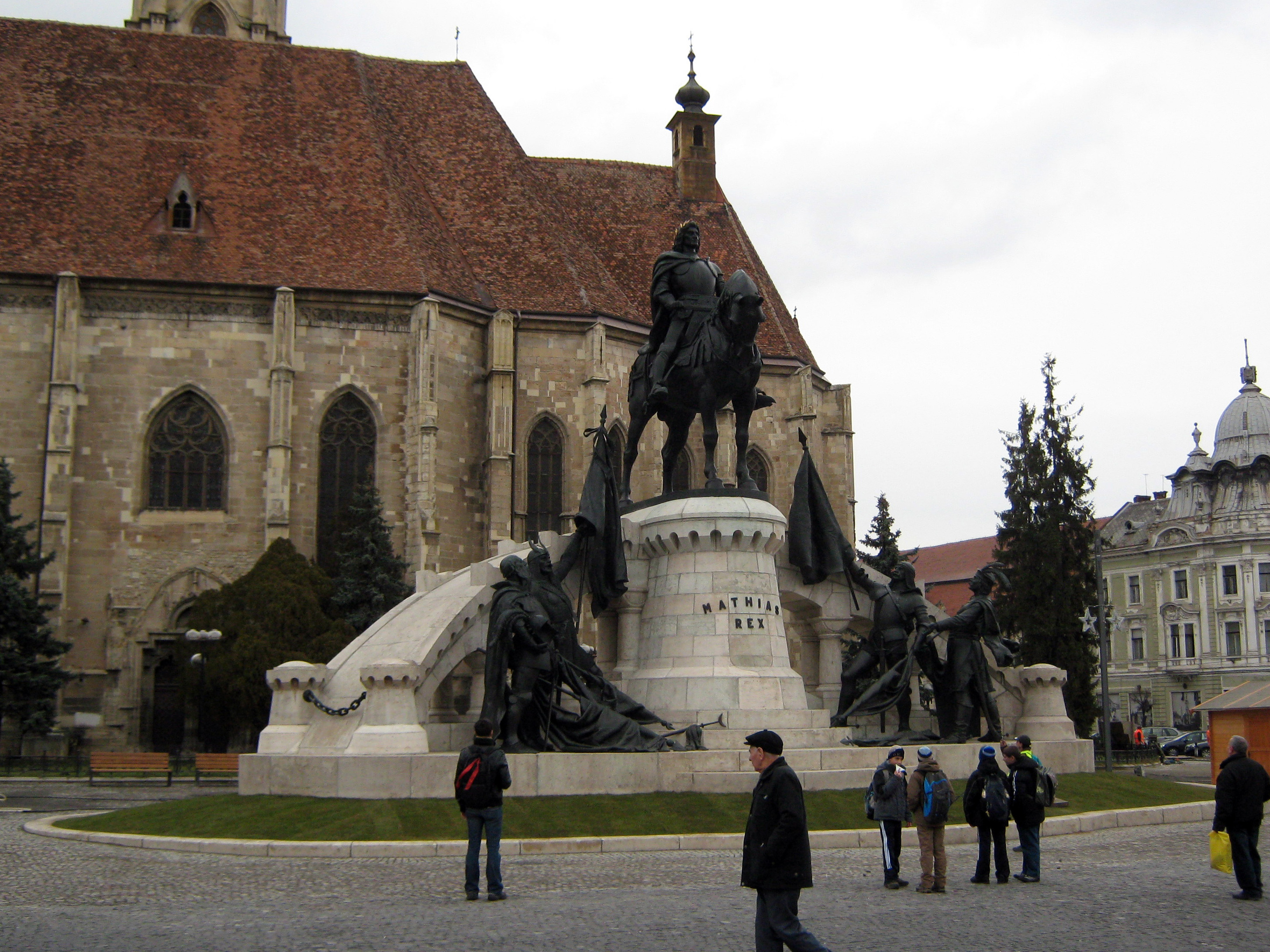
Estatua del rey Matías Corvino en Cluj-Napoca.

El monumento a Matías Corvino (en rumano: Monumentul Matia Corvin; en húngaro: Mátyás király emlékmű) es un monumento en Cluj-Napoca, Rumanía. Este monumento histórico clasificado, concebido por János Fadrusz e inaugurado en 1902, representa a Matías Corvino. Es un monumento histórico en Rumanía, clasificado con el número CJ-III-m-A-07819.
La estatua del rey Matías Corvino de Hungría (1458-1490) (en húngaro Hunyadi Mátyás; en rumano: Matei Corvin) fue inaugurada en el año 1902 en la plaza central de Cluj-Napoca, convirtiéndose desde entonces en uno de los símbolos de la ciudad. El monumento, obra del escultor húngaro János Fadrusz, fue levantado por suscripción pública. El proyecto corrió a cargo del arquitecto Lajos Páke.
Las primeras ideas para levantar en Cluj una estatua dedicada al rey húngaro nacido en dicha ciudad surgieron en 1882, fecha en la que el Consejo Legislativo de la Ciudad de Cluj acordó su creación. La maqueta presentada por János Fadrusz fue aprobada por unanimidad en 1894, mientras que en el año 1900 ganó el primer premio de la Exposición Universal de París.
Los altos costes del monumento retrasaron su inauguración, que tuvo lugar finalmente el 12 de octubre de 1902. Las estatuas de bronce de Matías Corvino y las personalidades que la rodean fueron trasladadas en tren desde Budapest.
Gracias a este trabajo János Fadrusz fue nombrado doctor honoris causa por las universidades de Cluj, y en noviembre de 1902 recibió el título de ciudadano honorario.
El monumento está compuesto por la estatua ecuestre de Matías Corvino y cuatro esculturas que se sitúan a su alrededor. De izquierda a derecha están representados Pablo Kinizsi, Blas Magyar, Esteban Szapolyai y Esteban Báthory (1430–1494), abuelo de Esteban Báthory.
El pedestal fue inaugurado con la inscripción Mátyás Király, Rey Matías en húngaro. Luego de que después de la Primera Guerra Mundial Hungría perdiese el 70% de su territorio circundante y la región de Transilvania pasase a manos de Rumania la inscripción fue cambiada y en la actualidad puede leerse en latín "Mathias Rex".